# Comitato Umanitario Scientifico Olandese

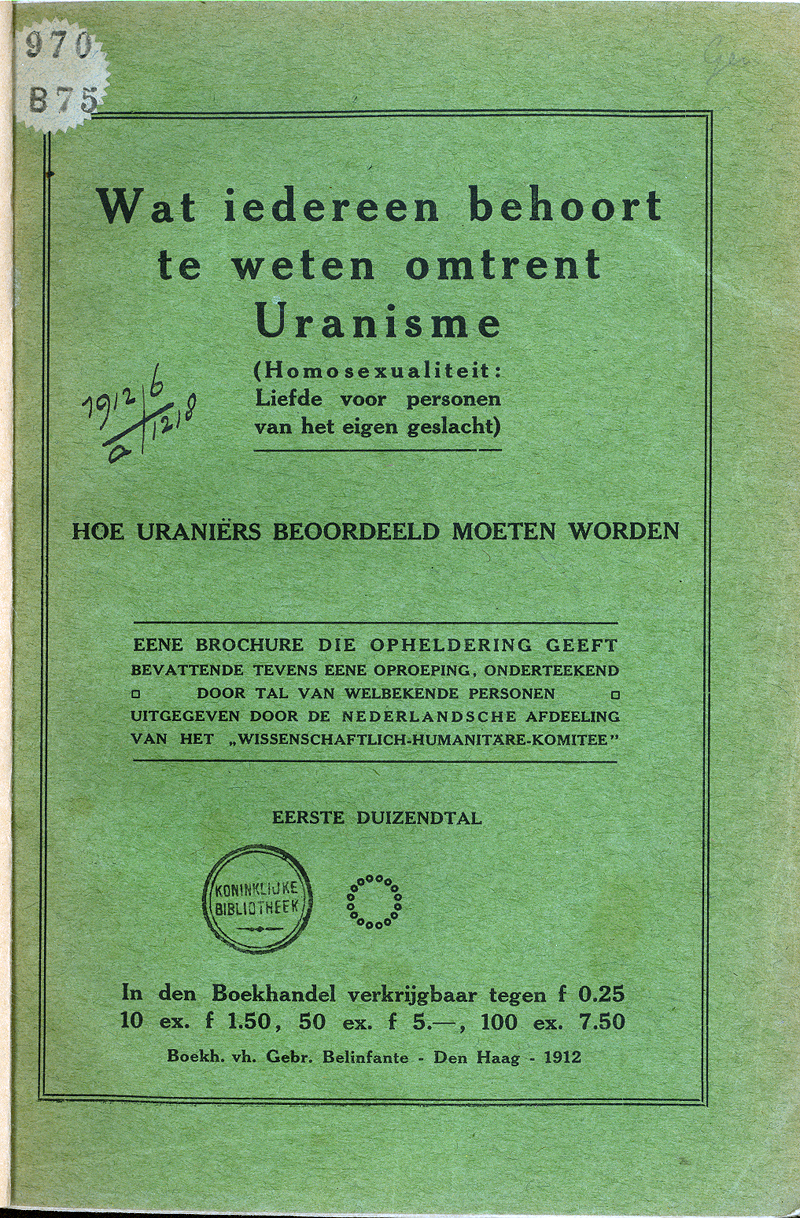
La prima brochure pubblicata dal NWHK, 1912

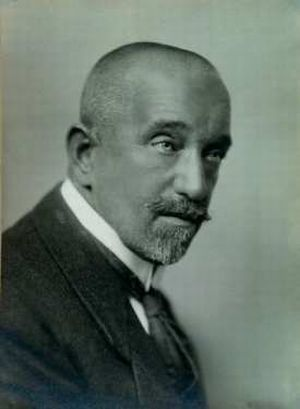
Jacob Anton Schorer, fondatore.

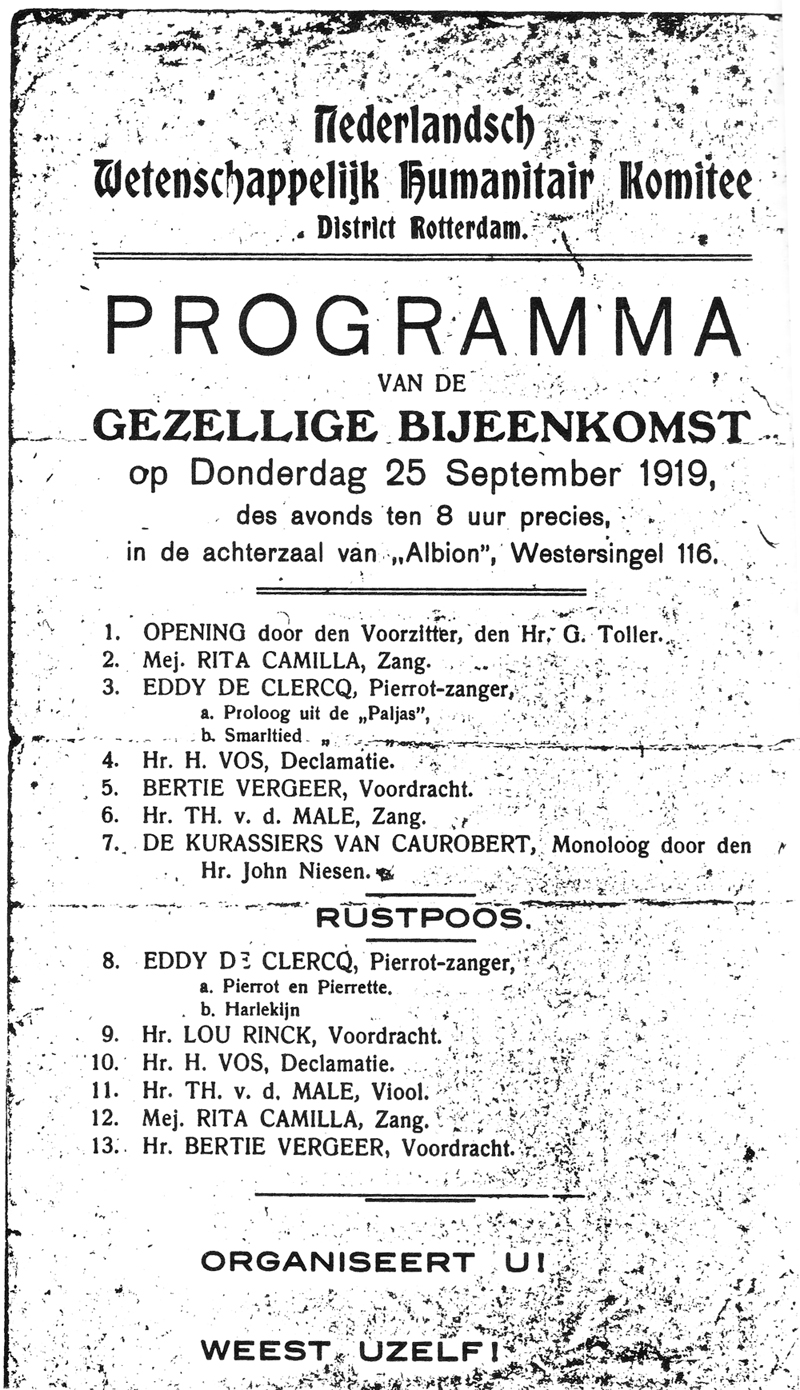
Programma dell'ultima riunione del distretto di Rotterdam, il 25 settembre 1919

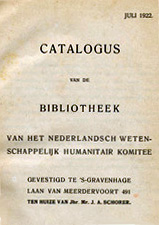
Catalogo della biblioteca del NWHK del luglio 1922

Il Comitato Umanitario Scientifico Olandese (in olandese Nederlandsch Wetenschappelijk Humanitair Komitee), noto anche con l'acronimo NWHK, fu la prima organizzazione olandese a lottare contro la discriminazione delle persone omosessuali. Venne fondato nel 1912 da Jacob Schorer e sciolto a seguito dell'invasione tedesca dei Paesi Bassi nel 1940. Fu precursore dell'associazione per l'emancipazione omosessuale Nederlandse Vereniging tot Integratie van Homoseksualiteit COC, fondata nel 1946.

## Fondazione
Il NWHK venne fondato nel 1912 dall'avvocato Jacob Schorer, insieme ai medici Arnold Aletrino e Lucien von Römer, come sezione olandese del Wissenschaftlich-humanitäres Komitee (WhK), fondato a Berlino nel 1897 da Magnus Hirschfeld. L'immediata motivazione alla fondazione fu l'introduzione dell'articolo 248-bis nella legge penale olandese nel 1911, che colpiva gli omosessuali.
L'obiettivo del comitato era combattere l'ineguaglianza giuridica tra eterosessuali e omosessuali nei Paesi Bassi e informare il pubblico sulla natura dell'amore tra uomini o tra donne. Ciò avveniva principalmente attraverso la diffusione di conoscenze scientifiche che dimostravano come l'omosessualità fosse innata e quindi non potesse essere trasmessa per seduzione. Come per il comitato tedesco, anche quello olandese adottò il motto latino: Per Scientiam ad Justitiam, ovvero: "Attraverso la scienza verso la giustizia".
Probabilmente anche a causa del sentimento anti-tedesco seguito alla Prima guerra mondiale, la sezione olandese del WhK divenne nel 1919 un comitato indipendente con il nome di Comitato Umanitario Scientifico Olandese, abbreviato in N.W.H.K. Schorer era la forza trainante del comitato, colui che svolgeva tutto il lavoro operativo e che ne rappresentava il volto pubblico. Tra i collaboratori, oltre ad Arnold Aletrino e Lucien von Römer, figuravano lo scrittore M.J.J. Exler, il giornalista Albert-Jan Luikinga, l'ufficiale dell'esercito Willem van Maanen ed . E. van Schothorst.

## Organizzazione
Il NWHK fu a lungo un gruppo informale senza personalità giuridica, solo nel 1938 venne trasformato in una fondazione. L'organizzazione era aperta sia a omosessuali che eterosessuali e per aderirvi bastava il pagamento di una quota annua, anche in forma anonima, sotto pseudonimo, motto, codice numerico o alfanumerico. Secondo Schorer, i sostenitori del NWHK non furono mai più di 300. L'ufficio e la biblioteca del comitato erano situati nell'abitazione di Schorer sulla Laan van Meerdervoort a L'Aia.
All'inizio del 1919, su iniziativa di Wim Roos, un donatore di Schorer, si costituì un piccolo circolo d'amici che diede vita al distretto Rotterdam del NWHK. Schorer accolse con favore l'iniziativa, sperando che nascessero altre sezioni locali. Il distretto di Rotterdam organizzava ogni mese una serata aperta con musica, sketch, danza e conversazione, il tutto con un tono moralmente elevato. A una di queste serate fu presente anche la polizia morale, fatto che Schorer non giudicò negativo, poiché potevano constatare direttamente l'assenza di elementi scandalosi.
Tuttavia, la polizia morale di Rotterdam riteneva che l'omosessualità fosse contagiosa e potesse essere trasmessa, soprattutto ai minorenni, tramite seduzione. Durante un incontro del 25 settembre 1919, rilevarono la presenza di persone sotto i 21 anni e, probabilmente, la sola minaccia di una violazione dell'articolo 248-bis fu sufficiente a porre fine alle attività. Il comitato nazionale, guidato dal molto prudente Schorer, non organizzò mai eventi pubblici.

## Pubblicazioni
Il Comitato pubblicò diversi opuscoli informativi, a partire da Wat iedereen behoort te weten omtrent Uranisme (Ciò che ognuno dovrebbe sapere sull'Uranismo) del 1912. "Uranismo" era un termine usato all'epoca per evitare il termine "omosessualità", percepito come negativo. A questo opuscolo, destinato a un ampio pubblico con una tiratura di circa 15.000 copie, era allegata una petizione per la revisione del codice penale. Molti importanti cittadini olandesi la firmarono.
Nel 1916 il NWHK pubblicò un nuovo opuscolo, in 34.000 copie, questa volta destinato esclusivamente agli omosessuali. Intitolato Open brief aan Hen die anders zijn dan de anderen, door Eén hunner  (Lettera aperta a coloro che sono diversi dagli altri, da uno di loro), fu scritto dallo scrittore Henri François, coinvolto nel NWHK e autore in seguito di due romanzi a tematica omosessuale.
Tutte le attività del NWHK furono documentate da Schorer nei rapporti annuali, dove descriveva anche sviluppi politici, sociali e scientifici legati all'omosessualità, indicando libri e riviste sul tema. A causa della mancanza di fondi, la pubblicazione dei rapporti fu interrotta nel 1921, ma riprese nel 1933. La tiratura aumentò da 3.000 copie nel 1933 a 20.000 nel 1939.
I rapporti non venivano inviati solo ai sostenitori, ma anche a molte figure pubbliche: politici, magistrati, medici e studenti di medicina e giurisprudenza. Questi invii non richiesti generarono sia nuovi simpatizzanti sia proteste. L'organizzazione cattolica Actie "Voor God" reagì nel 1937 con un opuscolo dal titolo Propaganda perniciosa! e chiese il divieto del NWHK. Anche la rivista studentesca cattolica Vox Carolina dell'università di Nijmegen protestò contro il rapporto, definendolo uno "scritto perverso". Al contrario, vi era qualcuno come Jaap van Leeuwen, che da studente, nel 1919, ricevette un rapporto annuale e successivamente entrò in contatto con Schorer, da cui nacque un’amicizia destinata a durare tutta la vita.

## Scioglimento
Con l'invasione tedesca dei Paesi Bassi il 10 maggio 1940, Schorer decise immediatamente di sciogliere il NWHK e, con gli amici Han Stijkel e Henri François, distrusse l'archivio e l'elenco dei membri. La biblioteca del NWHK divenne così un bene personale di Schorer, nella speranza che sfuggisse ai nazisti.
Tuttavia, già il 15 maggio 1940, i tedeschi fecero irruzione nel suo appartamento sulla Laan van Meerdervoort 539. La vasta biblioteca, composta da 1885 opere, tra cui 40 riviste, fu confiscata. Non ne fu mai ritrovata traccia, se non il catalogo bibliotecario. I reclami presso le autorità tedesche rimasero inascoltati e anche dopo la liberazione, il governo olandese respinse la richiesta di risarcimento danni di guerra di Schorer.
Dopo la guerra, l'amico di Schorer, Jaap van Leeuwen, tentò di ricostruire la biblioteca del NWHK. Questo lavoro fu la base della biblioteca Van Leeuwen, che nel 1988 fu integrata nell'Homodok, oggi IHLIA LGBTI Heritage. Nell'ambito della riparazione postbellica per gli omosessuali, l'IHLIA ricevette fondi governativi nel 1999 e 2001 per la ricostruzione fisica e virtuale della biblioteca del NWHK. Grazie al catalogo conservato, fu possibile ricostruire 770 opere della collezione.